# John Kelly
John P. Kelly (Dublino, 18 aprile 1974) è un ex rugbista a 15, dirigente d'azienda e dirigente sportivo irlandese, per tutta la sua carriera tre quarti ala del Munster e rappresentante l'Irlanda alla Coppa del Mondo di rugby 2003.

## Biografia
Kelly entrò nella provincia di Munster nel 1997 e con essa debuttò in prima squadra in Heineken Cup contro il Cardiff Rugby nella fase a gironi dell'edizione 1997-98, marcando una meta al debutto che non evitò la sconfitta per 32-37.
Dal 2001 militante in Celtic League, vinse con Muster la seconda edizione nel 2003.
Debuttò in nazionale irlandese nel corso del Sei Nazioni 2002 e, nel biennio successivo, fu convocato altre 16 volte; durante la Coppa del Mondo di rugby 2003 disputò il suo ultimo incontro internazionale, contro la Francia a Melbourne.
Vincitore della Heineken Cup nel 2006, fu messo sotto contratto fino a fine 2007 per sopperire a carenze d'organico dovute al travaso di giocatori irlandesi alla Coppa del Mondo di rugby 2007; alla fine del contratto, a dicembre 2007, smise di giocare.
Dopo il ritiro ha intrapreso la carriera dirigenziale; responsabile per l'audit della filiale irlandese della Grant Thornton International, è anche, a titolo volontario, capo della commissione reclutamento giocatori del Munster.

## Palmarès
- Celtic League: 1
Munster: 2002–03
- Celtic Cup: 1
Munster: 2004-05
- Heineken Cup: 2
2005-06